# روز دادرسی (فیلم ۱۹۴۹)

روز دادرسی (چکی: Soudný den) یک فیلم است که در سال ۱۹۴۹ منتشر شد.